# Polikondensacja
Polikondensacja – reakcja polimeryzacji, przebiegająca stopniowo i z wydzieleniem niskocząsteczkowego produktu ubocznego (np. wody, metanolu, glikolu). Obecnie od tego terminu stopniowo się odchodzi, stosując zamiast niego termin polimeryzacja stopniowa. Jest on jednak wciąż popularny w przemyśle.

## Tworzywa sztuczne wytwarzane przez polikondensację
Ważniejsze polimery otrzymywane przez polikondensację to:
- poliamidy – tworzywa o dość wysokiej temperaturze mięknięcia, stosowane jako włókna i tworzywa lite[2].
- niektóre poliestry – stosowane jako tworzywa do opakowań, materiał budowlany, lepiszcza i włókna[3].
- żywice fenolowo-aldehydowe (fenoplasty, m.in. bakelit) – otrzymuje się przez polikondensację fenoli i aldehydów. Zależnie od zawartości składników i warunków, w jakich przebiega reakcja, oraz od rodzaju katalizatora można otrzymywać żywice fenolowo-aldehydowe zarówno w postaci materiałów termoutwardzalnych, jak i termoplastycznych.
- żywice epoksydowe – są produktem kondensacji fenoli i epitlenków. Odznaczają się doskonałą przyczepnością do metali i szkła, odpornością chemiczną i własnościami elektroizolacyjnymi. Są używane jako składniki klejów, np. epidianu[4].
- żywice mocznikowo-formaldehydowe (aminoplasty) – są produktem polikondensacji mocznika i formaldehydu. Wykazują własności termoplastyczne. Są bezbarwne, lecz dają się zabarwiać na różne kolory. Mają dobre własności elektroizolacyjne
- żywice anilinowo-formaldehydowe (np. tekstolit) – są produktami kondensacji aniliny i formaldehydu. Żywice tego typu wykazują w pewnym stopniu własności termoplastyczne, mają bardzo dobre własności elektroizolacyjne oraz znaczną odporność na działanie wilgoci
- żywice silikonowe i polisiloksany – składają się z cząsteczek o skomplikowanej budowie, zawierających atomy krzemu, węgla, wodoru i tlenu. Wykazują one doskonałe własności elektroizolacyjne i dużą odporność na działanie podwyższonej temperatury[5].